# Stereochilus marginatus
Stereochilus marginatus là một loài kỳ giông trong họ Plethodontidae. Nó là đại diện duy nhất của chi Stereochilus. Nó là loài đặc hữu của Hoa Kỳ.
Các môi trường sống tự nhiên của chúng là các khu rừng ôn hòa, sông, đầm nước, hồ nước ngọt, và đầm nước ngọt. Nó bị đe dọa do mất môi trường sống.